# Liqui Moly
Liqui Moly GmbH — німецька компанія, що спеціалізується на оливах, мастильних матеріалах та присадках до оливи. Станом на 1 січня 2018 року Liqui Moly стала частиною Würth Group, яка викупила залишок акцій у попереднього мажоритарного власника та генерального директора Ернста Проста. З 2018 по 2022 рік Ґюнтер Хірмаєр був другим виконавчим директором поряд із багаторічним керівником Ернстом Простом. Прост вийшов на пенсію у лютому 2022 року з нагоди свого 65-го дня народження. Ґюнтер Хірмаєр залишався єдиним виконавчим директором Liqui Moly до 2022 року. Довготривалий комерційний директор компанії з Ульма, Улі Веллер, став другим виконавчим директором групи на початку 2023 року.

## Заснування
Liqui Moly GmbH була заснована в 1957 році в Ульмі на річці Дунай. Патент на виробництво дисульфіду молібдену (MoS2) став основою для створення компанії. Ця присадка, створена на основі рідкого дисульфіду молібдену (MoS2), була першим продуктом компанії й дала їй назву. Сульфід молібдену, основний компонент присадки Liqui Moly Oil, був виявлений у крамницях Армії США у післявоєнній Німеччині. У цих крамницях продавали банку під назвою Liqui Moly, яка містила рідку форму твердого мастильного матеріалу — дисульфіду молібдену (MoS2). Додавання цієї речовини до моторної оливи забезпечувало аварійні характеристики роботи двигуна в разі раптової втрати оливи. Ще в часи Першої світової війни пілоти винищувачів використовували цю властивість: вони додавали MoS2 до моторної оливи у двигунах літаків. Це дозволяло пілотам здійснити посадку навіть у разі пошкодження масляного бака.

## Продукція
Основним продуктом Liqui Moly є моторна олива з MoS2, але також є інші мастильні матеріали з MoS2 та присадка MoS2, яку кінцевий користувач може додати під час заміни оливи. Дисульфід молібдену покращує якість змащування оливи та забезпечує аварійні робочі характеристики за суворих умов. Його можна додавати до моторних і немоторних олив, включаючи трансмісійні оливи, оливи для коробок передач або оливи для диференціалів. З цієї присадки було розроблено цілу лінійку продукції, яка налічує понад 4 000 найменувань, включаючи моторні та трансмісійні оливи, присадки та засоби догляду, обладнання для майстерень і сервісні продукти. У Німеччині Liqui Moly є одним із провідних виробників моторних олив. Німеччина залишається основним ринком збуту, але міжнародний попит зростає. Продукція Liqui Moly зараз продається у 120 країнах.

## Спонсорство

### Мотоспорт
Liqui Moly спонсорує Engstler Motorsport та FCP Euro у серії перегонів TCR. Команда Liqui Moly Team Engstler бере участь у TCR Asia, TCR Middle East та ADAC TCR Germany 2017. З 2013 року компанія співпрацює з мотоциклетною командою Intact GP у класі Moto2 з гонщиками Хаві Вієрже та Марселя Шреттера.
Liqui Moly була спонсором у змаганнях з автокросу та підтримувала гонщика Мікка Маесаара у сезоні 2018—2019.
Бренд також взяв участь в IMSA SportsCar Championship 2018 року в партнерстві з Turner Motorsport та виступив у перегонах 24 години Дайтони.
У липні 2020 року Liqui Moly стала офіційним спонсором Формули-1. Трирічний контракт розпочався з Гран-прі Штирії 2020 і тривав до кінця чемпіонату світу Формули-1 2022. У березні 2023 року спонсорство було продовжено на сезон 2023 року.

### Інші види спорту
Liqui Moly спонсорувала німецький футбольний клуб Мюнхен 1860 з 2002 по 2005 рік та боснійський футбольний клуб Желєзнічар (Сараєво) з 2005 по 2007 рік.
З 2017 року компанія спонсорує Лос-Анджелес Кінгс із Національної хокейної ліги (NHL). Також компанія офіційно спонсорує чоловічі чемпіонати світу з хокею із шайбою.
З вересня 2018 року Liqui Moly є офіційним спонсором Чикаго Буллз у Національній баскетбольній асоціації (NBA).
У гандболі компанія є титульним спонсором двох провідних європейських ліг: німецької Гандбольної Бундесліги (з 2019 року) та французької Starligue (з 2021 року).
Liqui Moly також спонсорувала відео на YouTube-каналі DriveTribe, заснованому Джеремі Кларксоном, Річардом Гаммондом та Джеймсом Меєм, відомими за передачами Top Gear та The Grand Tour.
З 2024 року Liqui Moly є офіційним спонсором футбольної команди Ульм 1846.